# Madame (cantante)
Madame, pseudonimo di Francesca Calearo (Vicenza, 16 gennaio 2002), è una cantautrice e rapper italiana.
Dopo aver ottenuto notorietà nel 2018 grazie al brano Sciccherie, nel 2021 si è aggiudicata la Targa Tenco sia nella categoria "Miglior opera prima" per il suo album d'esordio eponimo che in quella "Miglior canzone" per il singolo Voce. Ha poi partecipato in gara per due volte al Festival di Sanremo come interprete, nel 2021 con il brano Voce, e nel 2023 con il brano Il bene nel male, partecipandovi nuovamente nel 2024 come co-autrice e vincendolo con il brano La noia cantato da Angelina Mango.

## Biografia

### 2018-2020: esordio e prime collaborazioni
Nel 2018, all'età di sedici anni, ha compiuto il suo debutto con il singolo Anna, prodotto da Eiemgei e distribuito da AAR Music (al tempo "Arcade Army Records"). Poco dopo, ha firmato un contratto con l'etichetta Sugar Music. Verso la fine dell'anno ha pubblicato il secondo singolo prodotto da Eiemgei, Sciccherie, poi certificato disco di platino, grazie al quale inizia a farsi notare tra i migliori artisti italiani emergenti della sua generazione. Nell'agosto dell'anno successivo Sciccherie viene condiviso su Instagram dal calciatore Cristiano Ronaldo, titolare di quello che all'epoca era il secondo profilo più seguito al mondo sul social network, episodio che accresce repentinamente la popolarità della giovane cantautrice.
Nel 2019 Madame è passata sotto la gestione di Paola Zukar, manager di molti artisti della scena rap e non. A seguito di tale firma vengono pubblicati i singoli 17, prodotto da Eiemgei e da Mago del Blocco, e La promessa dell'anno, prodotto da Estremo. Verso la fine dell'anno collabora con Rkomi nel brano .Rosso di Night Skinny, con Ensi in Mira e con Marracash nella traccia Madame - L'anima, quest'ultima certificata doppio disco di platino.
Tra febbraio e aprile 2020 ha pubblicato i singoli Baby (in seguito certificato platino) e Sentimi, entrambi prodotti da Crookers. Viene poi chiamata per realizzare sia la traccia Weekend nel mixtape Bloody Vinyl 3 assieme a Young Miles e Slait, sia il remix ufficiale di Andromeda, singolo della cantante Elodie. Nel mese di luglio collabora con Dardust, Ghali e Marracash alla realizzazione del singolo Defuera, che viene certificato disco di platino.
A settembre ha preso parte a Heroes, il primo concerto collettivo in streaming in Italia. Nello stesso periodo contribuisce alla realizzazione di Nuove strade con Ernia, Gaia, Samurai Jay e Rkomi e la produzione di Andry the Hitmaker: il singolo si posiziona alla numero 51 nella classifica italiana. Ad ottobre collabora con i Negramaro all'album Contatto con il brano Non è vero niente, mentre a novembre viene pubblicato il singolo solista Clito.
Il 3 dicembre la cantante ha aperto la semifinale della quattordicesima edizione di X Factor, cantando la sua Baby in duetto con il concorrente Blind. La settimana successiva, il 10 dicembre, è nuovamente ospite del talent show durante la finale, eseguendo Non è vero niente insieme ai Negramaro. Il 18 dicembre viene reso disponibile il singolo Euforia di Chris Nolan in collaborazione con Tedua, Aiello e Birthh.

### 2021-2022: primo Sanremo eMadame
Nel gennaio 2021 ha pubblicato il singolo Il mio amico in collaborazione con Fabri Fibra, certificato disco di platino dalla FIMI, mentre il 5 febbraio seguente compare, insieme a Rkomi, nel brano Acqua contenuto nell'album di debutto di Mace, OBE.
Tra il 2 e il 6 marzo 2021 ha partecipato per la prima volta in gara al 71º Festival di Sanremo, nella sezione Campioni, con l'inedito Voce. Al termine della manifestazione ha raggiunto l'ottava posizione, aggiudicandosi il Premio Lunezia per il valor musical-letterario del brano e il Premio Sergio Bardotti per il miglior testo. Il singolo è stato poi certificato quadruplo platino dalla FIMI.
Il 19 marzo 2021 è uscito Madame, il primo album ufficiale, composto da sedici tracce di cui otto collaborazioni e pubblicato dalla Sugar Music. Durante la sua terza settimana di permanenza nella graduatoria ha raggiunto la prima posizione della classifica FIMI Album, successivamente certificato quadruplo disco di platino dalla FIMI. Nello stesso anno la rivista Forbes Italia l'ha inserita tra gli under 30 italiani che avranno maggiore impatto nel futuro per la categoria musica. Il 4 giugno seguente è uscito il singolo Marea, prodotto da Dardust e Bias. Il 13 luglio ha ricevuto due Targhe Tenco, una per la migliore opera prima per l'album Madame e un'altra per la migliore canzone, Voce.
Nel luglio 2021 le è stato affidato l'incarico di maestro concertatore della Notte della Taranta per il Concertone del 28 agosto, ruolo che ha condiviso con il compositore Enrico Melozzi. Il Concertone è stato trasmesso per la prima in televisione su Rai 1 il 4 settembre in seconda serata. Nello stesso mese ha collaborato con Leon Faun nel brano Poi, poi, poi contenuto nell'album C'era una volta. 
Il 3 settembre 2021 è stato pubblicato il nuovo singolo Tu mi hai capito con la partecipazione di Sfera Ebbasta, mentre il giorno successivo è partito da Brescia il suo primo mini tour Madame in tour Estate 2021. Il 2 novembre è stata la co-conduttrice di una puntata del programma in onda su Italia 1 Le Iene, affiancando il conduttore Nicola Savino. Nel mese di novembre ha partecipato insieme a Chiello degli FSK Satellite al singolo La strega del frutteto dell'album di Sick Luke X2; in seguito prende parte a vari altri singoli: Perso nel buio (2021) della riedizione dell'EP Sangiovanni dell'artista omonimo, Mi fiderò (2021) dell'album di Marco Mengoni Materia (Terra) e Pare (2022) dell'album di Ghali Sensazione ultra.
Il 15 aprile 2022 è stato il turno del brano L'eccezione, inciso per la serie di Prime Video Bang Bang Baby, mentre il 3 maggio è iniziato il Madame in tour 2022, inizialmente previsto per novembre 2021 ma rinviato a causa della pandemia da COVID-19. Il 1º settembre è stata la conduttrice del concertone finale della Notte della Taranta, affiancata da Gino Castaldo; per la cantautrice si è trattata della prima volta in questo ruolo, dopo essere già stata maestra concertatrice della precedente edizione.

### 2023-presente: secondo Sanremo eL'amore
Nel febbraio 2023 ha partecipato per la seconda volta in gara al 73º Festival di Sanremo con il brano Il bene nel male, classificatosi al settimo posto al termine della manifestazione, ricevendo il plauso della critica e del pubblico per il testo e l'interpretazione del brano. Alcune settimane dopo la pubblicazione de Il bene nel male, la cantautrice ha confermato l'uscita del secondo album di inediti, intitolato L'amore, avvenuta il successivo 31 marzo. Dal disco, che contiene il brano sanremese, è stato estratto il singolo Aranciata il 9 giugno seguente.
Nel mese di ottobre 2023 ha inciso in coppia con il rapper Nitro il brano Too Late, certificato disco d'oro. Il 10 febbraio 2024 ha vinto il 74º Festival di Sanremo il brano La noia, scritto da Madame per Angelina Mango con la collaborazione della stessa e di Dario Faini.

## Vita privata
Cresciuta a Creazzo, ha frequentato il liceo delle scienze umane Don Giuseppe Fogazzaro a Vicenza, dove ha conosciuto il cantante Sangiovanni del quale è molto amica. In adolescenza, in uno studio entra anche in contatto col cantante Gianmaria, anche lui vicentino.  Si è dichiarata bisessuale durante un'intervista concessa alla testata la Repubblica nel mese di marzo 2021. In un'intervista al Corriere della Sera ha dichiarato in seguito di aver subito atti di bullismo negli anni scolastici.
È tifosa del L.R. Vicenza e dell'Inter.

## Controversie

### Falso ideologico
Nel dicembre 2022 è indagata, insieme alla tennista Camila Giorgi, dalla Procura di Vicenza per il reato di falso ideologico ai danni del Sistema Sanitario Nazionale. Nell'ipotesi dell'accusa, Madame avrebbe ottenuto il Green Pass senza essersi realmente sottoposta al vaccino anti-COVID-19. L'inchiesta è nata nel contesto di un'indagine più ampia che ha coinvolto, tra gli altri, la dottoressa vicentina Daniela Grillone Tecioiu, di cui Madame risultava essere stata paziente.
Tale notizia ha suscitato imbarazzo in merito all'opportunità che l'artista prendesse parte al Concerto di Capodanno al Circo Massimo di Roma; tuttavia la sua partecipazione è stata confermata. Allo stesso modo, il direttore artistico del Festival di Sanremo 2023 Amadeus ha confermato la presenza della cantautrice alla kermesse canora, richiamandosi al principio della presunzione di innocenza.
Il 4 gennaio 2023 la cantante ha rotto il silenzio con un post sui propri canali social, senza citare l'illecito possesso della falsa certificazione verde, affermando di essere stata vittima delle paure dei genitori relative al vaccino anti-COVID, così come per ogni altro vaccino proposto dalla legge, ricorrendo a rimedi naturali, e di aver cambiato idea avviando l'intero ciclo di vaccinazioni proprio appena prima della chiamata della questura. Il giorno successivo la cantautrice ha rimosso il post dicendo di averlo fatto per «dare spazio ai suoi nuovi progetti».

## Stile e influenze musicali
La sua musica viene spesso definita urban con forti influenze rhythm and blues. La cantante ha affermato che i generi da cui trae maggiormente ispirazione sono la trap, il neomelodico siciliano, la musica di Fabrizio De André e la musica strumentale di artisti come Ludovico Einaudi ed Eddie van Halen. I suoi principali riferimenti tuttavia sono i rapper Izi e Rkomi.

## Discografia
- 2021 – Madame
- 2023 – L'amore

## Tournée
- 2021/22 – Madame in tour
- 2023 – Madame Live 2023

## Programmi televisivi
- Notte della Taranta (Rai 1, 2021-2022) - maestro concertatore, co-conduttrice
- Le Iene (Italia 1, 2021) - co-conduttrice

## Partecipazioni a manifestazioni canore
- Festival di Sanremo (Rai 1)
  - 2021 – 8º posto sezione "Campioni" con Voce
  - 2023 – 7º posto con Il bene nel male

## Riconoscimenti
- Ciao - Rassegna Lucio Dalla
  - 2024 – Premio ballerino Lucio Dalla categoria canzone con Il bene nel male[64]
- Festival di Sanremo
  - 2021 – Premio Lunezia al valore musical-letterario del brano per Voce[31]
  - 2021 – Premio Sergio Bardotti al miglior testo per Voce[32]
  - 2024 – Premio Giancarlo Bigazzi per la miglior composizione musicale per La noia[6]
- Forbes Italia
  - 2021 – Inserimento tra gli under 30 italiani di maggiore impatto nel futuro nella categoria "Musica"[37]
- Meraviglioso Modugno Show
  - 2023 – Targa Modugno[65]
- MTV Europe Music Awards
  - 2021 – Candidatura al miglior artista italiano[66]
- Music Awards
  - 2021 – Premio per Madame e Voce[67]
- Premio Basilica Palladiana
  - 2022 – Premio per onorare persone e istituzioni venete della cultura e dello spettacolo[68]
- Premio Fabrizio De André
  - 2024 – Targa De Andrè[69][70]
- Targa Tenco
  - 2021 – Miglior opera prima per Madame[3]
  - 2021 – Miglior canzone singola per Voce[3]
  - 2023 – Candidatura al miglior album per L'amore[71]
- Videoclip Italia Awards
  - 2024 – Premio Billboard Italia per Il bene nel male[72]
  - 2024 – Candidatura al miglior color granding  per Il bene nel male[73]